# Alfred Blumenfeld

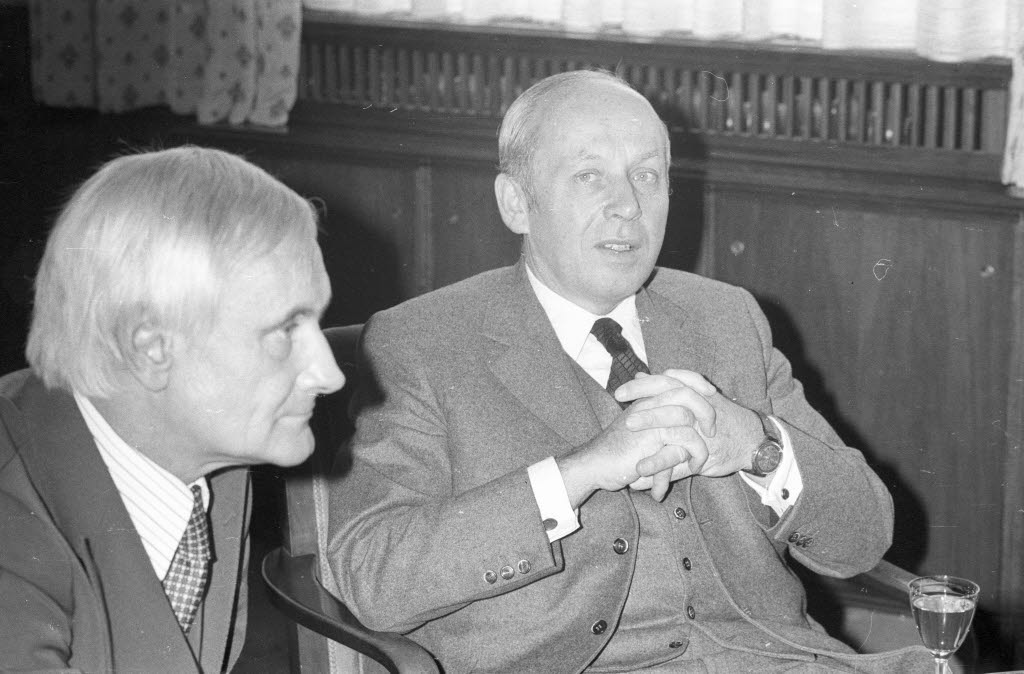
Alfred Blumenfeld (re.) bei einem Besuch im Kieler Rathaus (1974)

Alfred Blumenfeld (* 1912; † 3. Mai 1992 in Bonn) war ein deutscher Diplomat.

## Werdegang
Blumenfeld besuchte die Petrischule in Leningrad in 1928, kam dann nach Berlin, wo er sein Abitur ablegte und studierte. 1949 trat er in den Auswärtigen Dienst der Bundesrepublik Deutschland. Er war zunächst an der deutschen OECD-Vertretung in Paris, von 1958 bis 1963 Leiter des Wirtschaftsdienstes der Botschaft Moskau und von 1963 bis 1967 stellvertretender Leiter der Handelsvertretung in Warschau.
1967 übernahm er im Auswärtigen Amt das Referat Sowjetunion. Nach den Moskauer Verhandlungen war er von 1972 bis 1977 der erste Generalkonsul der Bundesrepublik in Leningrad.
Danach arbeitete er am Forschungsinstitut der Deutschen Gesellschaft für Auswärtige Politik in Bonn.

## Ehrungen
- 1977: Verdienstkreuz 1. Klasse der Bundesrepublik Deutschland
- 1987: Großes Verdienstkreuz der Bundesrepublik Deutschland

## Schriften
- Zur Lage der deutschen Kolonie in Petrograd/Leningrad zwischen den Weltkriegen. In: Osteuropa 40, 1990, S. 55–63.